# Nazionale maschile under 15 di baseball dell'Italia
La nazionale maschile under 15 di baseball italiana rappresenta l'Italia in campo internazionale, negli incontri e nelle competizioni organizzati dalla International Baseball Federation, di età non superiore ai 15 anni.

## Piazzamenti

### Europei
- 2008: 4°
- 2009:  1°
- 2010:  3°
- 2011:  1°